# 理查德·穆尔
理查德·富尔顿·穆尔（英語：Richard Fulton Moore，1910年8月11日—2005年11月16日），生于加利福尼亚州，美国男子帆船运动员。他曾代表美国参加1932年夏季奥林匹克运动会帆船比赛，获得一枚金牌。